# Balygytschan
Der Balygytschan (russisch Балыгычан) ist ein rechter Nebenfluss der Kolyma in Sibirien (Russland, Asien). 
Mit seinem längsten Quellfluss, dem Linken Balygytschan (Левый Балыгычан, Lewy Balygytschan), ist der Balygytschan 400 km lang. Der Balygytschan entspringt im Kolymagebirge im Westen der Oblast Magadan, die er auch in seinem gesamten Verlauf durchfließt. Das Einzugsgebiet umfasst 17.600 km². Der Balygytschan gefriert von Anfang Oktober bis Ende Mai. Er ist für die Holzflößerei nutzbar.